# Alseodaphne panduriformis
Alseodaphne panduriformis är en lagerväxtart som beskrevs av Joseph Dalton Hooker. Alseodaphne panduriformis ingår i släktet Alseodaphne och familjen lagerväxter. Utöver nominatformen finns också underarten A. p. paucinervia.